# Sajópüspöki
Sajópüspöki je obec na severovýchodě Maďarska v župě Borsod-Abaúj-Zemplén, v okrese Putnok. Leží těsně u hranic se Slovenskem.
Rozkládá se na ploše 9,45 km² a v roce 2024 zde žilo 465 obyvatel.